# Dinjevac
Dinjevac falu Horvátországban Verőce-Drávamente megyében. Közigazgatásilag Pitomacsához tartozik.

## Fekvése
Verőcétől légvonalban 21, közúton 26 km-re északnyugatra, községközpontjától légvonalban 4, közúton 7 km-re nyugatra, Nyugat-Szlavóniában, a Drávamenti-síkságon, Gorbonok és Grabrovnica között a megyehatáron fekszik. A megye egyik legnyugatibb települése. Az egész falu egyetlen hosszú utcából áll. Központja, egyben legrégibb része a nyugati részen található. Minden oldalról termékeny szántóföldek övezik.

## Története
Miután 1684-ben Verőcét felszabadították a török uralom alól a 17. század végén és a 18. század elején Kapronca, Kőrös, Szentgyörgyvár vidékéről, valamint Szlavóniának a török megszállástól korábban felszabadított területeiről új lakosságot telepítettek be. 1702-től az akkor alapított kloštar podravski plébániához tartozott. A település neve az általánosan elfogadott magyarázat szerint a „dina” (magyarul homokdűne) főnévből ered és a vidék homokos talajára utal. Lakossága a kezdetektől fogva 300 lélek körül volt, akik többségben mezőgazdasággal foglalkoztak, emellett katonai szolgálattal is tartoztak. 1733-ban 24 háztartást számláltak a településen.
1758-ban a szentgyörgyvári határőrezred alapításakor az ezred hatodik századának székhelye Pitomacsa lett. 12 település tartozott hozzá: Velika és Mala Črešnjevica, Sesvete Podravske, Suha Katalena, Kloštar Podravski, Kozarevac, Sedlarica, Grabrovnica, Otrovanec, Dinjevac, Kladare és Pitomacsa. Minden településen katonai őrállás volt a megfelelő személyzettel ellátva. Az első katonai felmérés térképén „Dorf Dinyavecz” néven találjuk. Lipszky János 1808-ban Budán kiadott repertóriumában „Dinyevecz” néven szerepel. Nagy Lajos 1829-ben kiadott művében „Dinyevecz” néven 68 házzal, 335 katolikus és 36 ortodox vallású lakossal találjuk. 1871-ben megszüntették a katonai közigazgatást és Belovár-Kőrös vármegye Szentgörgyvári járásának része lett. Ezen belül Kloštar Podravski községhez tartozott.
A településnek 1857-ben 395, 1910-ben 784 lakosa volt. 1910-ben a népszámlálás adatai szerint lakosságának 95%-a horvát anyanyelvű volt. Az I. világháború után 1918-ban az új szerb-horvát-szlovén állam, majd később (1929-ben) Jugoszlávia része lett. A II. világháború idején a lakosság sokat szenvedett mind az usztasák, mind a partizánok által elkövetett üldöztetéstől és elhurcolástól. 1941 és 1945 között a németbarát Független Horvát Állam része volt. A háború után a település a szocialista Jugoszláviához tartozott. Az új közigazgatási felosztásban előbb a szentgyörgyvári, majd 1955-től a verőcei járáshoz tartozott. 1962-ben Szentgyörgyvár nagyközség része lett. A kommunista uralom idején sok embertől vették el a földjét és sokan távoztak, hogy Nyugat-Európában munkát vállaljanak. 1991-ben lakosságának 99,8%-a horvát nemzetiségű volt. 1993-tól újra Verőce-Drávamente megye része. 2011-ben a településnek 458 lakosa volt.

## Lakossága
| Lakosság változása | Lakosság változása | Lakosság változása | Lakosság változása | Lakosság változása | Lakosság változása | Lakosság változása | Lakosság változása | Lakosság változása | Lakosság változása | Lakosság változása | Lakosság változása | Lakosság változása | Lakosság változása | Lakosság változása | Lakosság változása |
| ------------------ | ------------------ | ------------------ | ------------------ | ------------------ | ------------------ | ------------------ | ------------------ | ------------------ | ------------------ | ------------------ | ------------------ | ------------------ | ------------------ | ------------------ | ------------------ |
| 1857               | 1869               | 1880               | 1890               | 1900               | 1910               | 1921               | 1931               | 1948               | 1953               | 1961               | 1971               | 1981               | 1991               | 2001               | 2011               |
| 395                | 423                | 404                | 568                | 651                | 784                | 702                | 697                | 691                | 730                | 653                | 637                | 567                | 502                | 491                | 458                |

## Nevezetességei
Szent Cirill és Metód tiszteletére szentelt római katolikus kápolnája 1972-ben épült. A településnek sokáig nem volt kápolnája, csak egy Szent Jakab oszlopa, mely a mai kápolna közelében állt. Ezt említi meg 1780-ban az akkori kloštari plébános Matija Sarada, hogy nem sokkal korábban állították és jelöli a katonai felmérés 1782-es térképe is. A mai kápolna elődjét 1908-ban építették, de az 1970-es évekre nagyon rossz állapotba került. Ekkor építették a mai, 30 méter hosszú és 10 méter széles kápolnát, melyet 1973. július 7-én szenteltek fel. A kápolna egyhajós, észak-déli tájolású, harangtornya az északi homlokzat előtt áll.

## Kultúra
A településen több egyesület is működik. Az önkéntes tűzoltóegylet 1927-ben alakult, a tűzoltószerház a kápolna és a közösségi ház közelében áll. A Hrvatska žena nőegylet 1997-ben alakult, elődjét még 1959-ben alapította az iskola két tanára Bobek Ivanka és Stjepan, akik aktív közösségi életet is folytattak. A nőegyletnek saját színjátszóköre és folklórcsoportja is volt.

## Oktatás
A pitomacsai elemi iskolának négyosztályos alsó tagozatos területi iskolája működik itt. Az első iskola 1832-ben nyílt meg. Az iskola régi épülete a 19. században épült, helyette 2013-ban új épületet emeltek.

## Sport
Az NK Podravec Dinjevac labdarúgóklubot 1976-ban alapították.